# Rhabdotis aulica
Rhabdotis aulica är en skalbaggsart som beskrevs av Fabricius 1781. Rhabdotis aulica ingår i släktet Rhabdotis och familjen Cetoniidae.

## Underarter
Arten delas in i följande underarter:
- R. a. impunctata
- R. a. perpunctata

## Bildgalleri

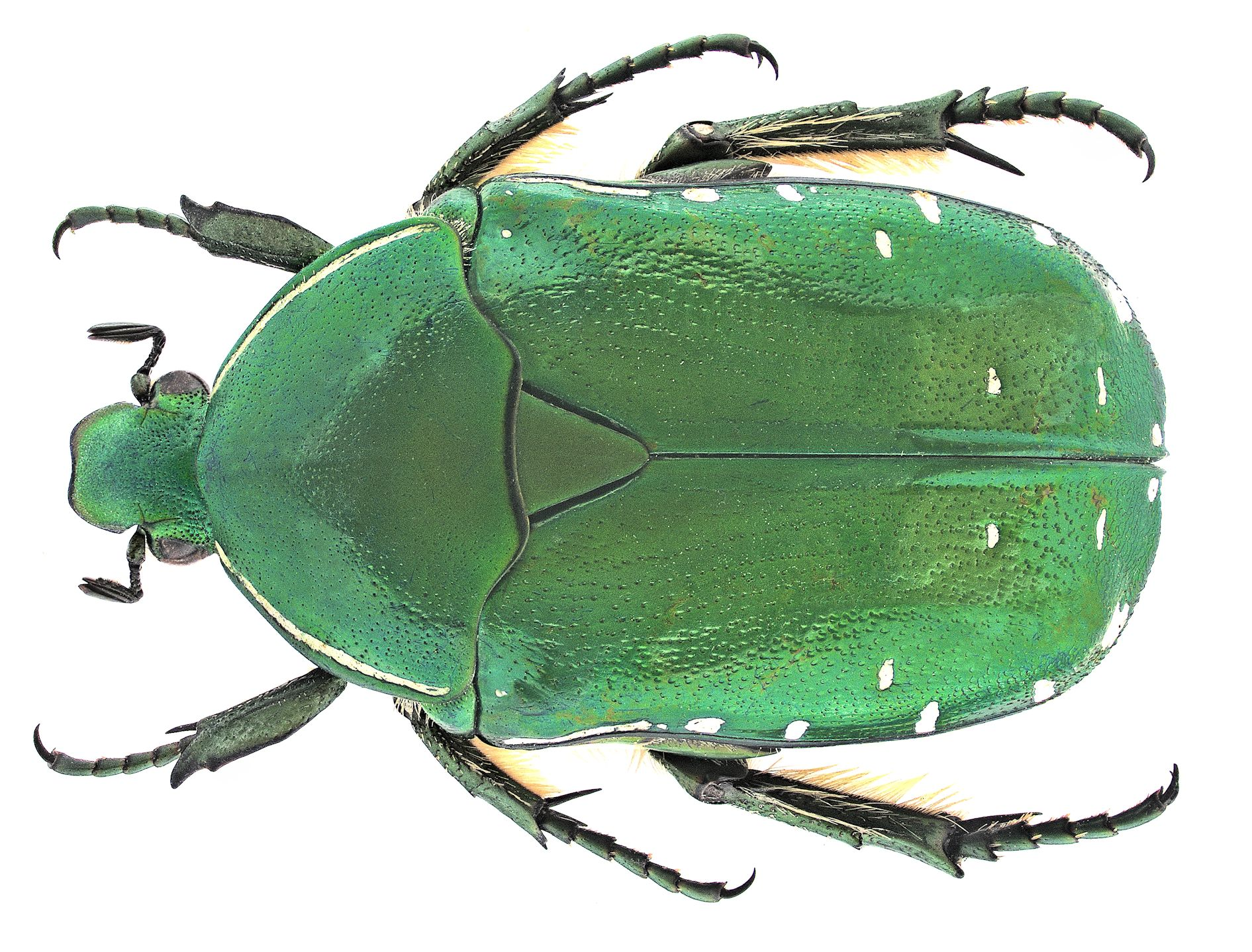